# Marie Renard
Marie Renard (Graz, Imperi Austríac, 8 de gener de 1864 - Graz, Àustria, 19 d'octubre de 1939) fou una cantant austríaca, que va interpretar papers de mezzosoprano i de contralt operística.

## Inicis
El seu nom de naixement fou Marie Pölzl. Va estudiar inicialment cant amb Louise Weinlich-Tipka a la seva ciutat natal de Graz i més tard a Berlín amb Rosa de Ruda. Va debutar el 1882 a Graz com Azucena de Il trovatore de Giuseppe Verdi, substituint una altra cantant, i hi va estar compromesa en aquell teatre fins al 1884. La temporada següent a la seva sortida de Graz, o sigui, la temporada 1884–1885, va cantar al Teatre Alemany de Praga. Després de fer aparicions en els papers principals de Carmen de Georges Bizet i Mignon d'Ambroise Thomas al Hofoper de Berlín en 1885, es va convertir en membre estable d'aquesta companyia en les temporades 1885 a 1888 i hi va cantar a l'estrena de Donna Diana d'Heinrich Hofmann el 15 de novembre de 1886.

## Viena
El 1888 va ser contractada per l'Òpera Estatal de Viena amb un salari anual de 16.000 Gulden. Va aconseguir el cim de la seva carrera i popularitat amb aquesta companyia. Va ser apreciada sobretot per les seves interpretacions de papers d'òperes franceses (cantades en alemany), en particular com a Carmen. El 1889 cantà a Viena l'opereta Die drei Pintos de Carl Maria von Weber (en la versió completada per Gustav Mahler). El 1890 va cantar el paper principal en la primera representació vienesa de Manon de Jules Massenet. L'u de gener de 1892 va cantar el paper d'Eva a l'estrena mundial de Ritter Pázmán de Johann Strauss fill. Una de les seves actuacions més memorables va ser com a Charlotte a l'estrena mundial de Werther de Jules Massenet el 16 de febrer de 1892 (representada en alemany). També va cantar Frau Dot a l'estrena mundial de Das Heimchen am Herd de Károly Goldmark, el 21 de març de 1896, i Tatjana a la primera representació vienesa d'Eugene Onegin (1897) de Piotr Ilitx Txaikovski.
Altres papers a Viena van incloure Cherubino a Figaros Hochzeit (versió alemanya de Le nozze di Figaro de Mozart), Zerline a Don Giovanni de Mozart, els papers principals de Mignon de Thomas i Djamileh de Bizet, Ännchen a Der Freischütz de Weber, Angela a Le domino noir de Daniel Auber, Rosalinde a Die Fledermaus de Johann Strauss fill, Musetta a La bohème de Giacomo Puccini i Hänsel a Hänsel und Gretel d'Engelbert Humperdinck. La seva actuació de comiat va tenir lloc el 1900 com a Carmen.
Després de retirar-se dels escenaris es va casar amb el comte Rudolf Kinsky. Va morir a la seva ciutat natal, Graz.